# Sestre

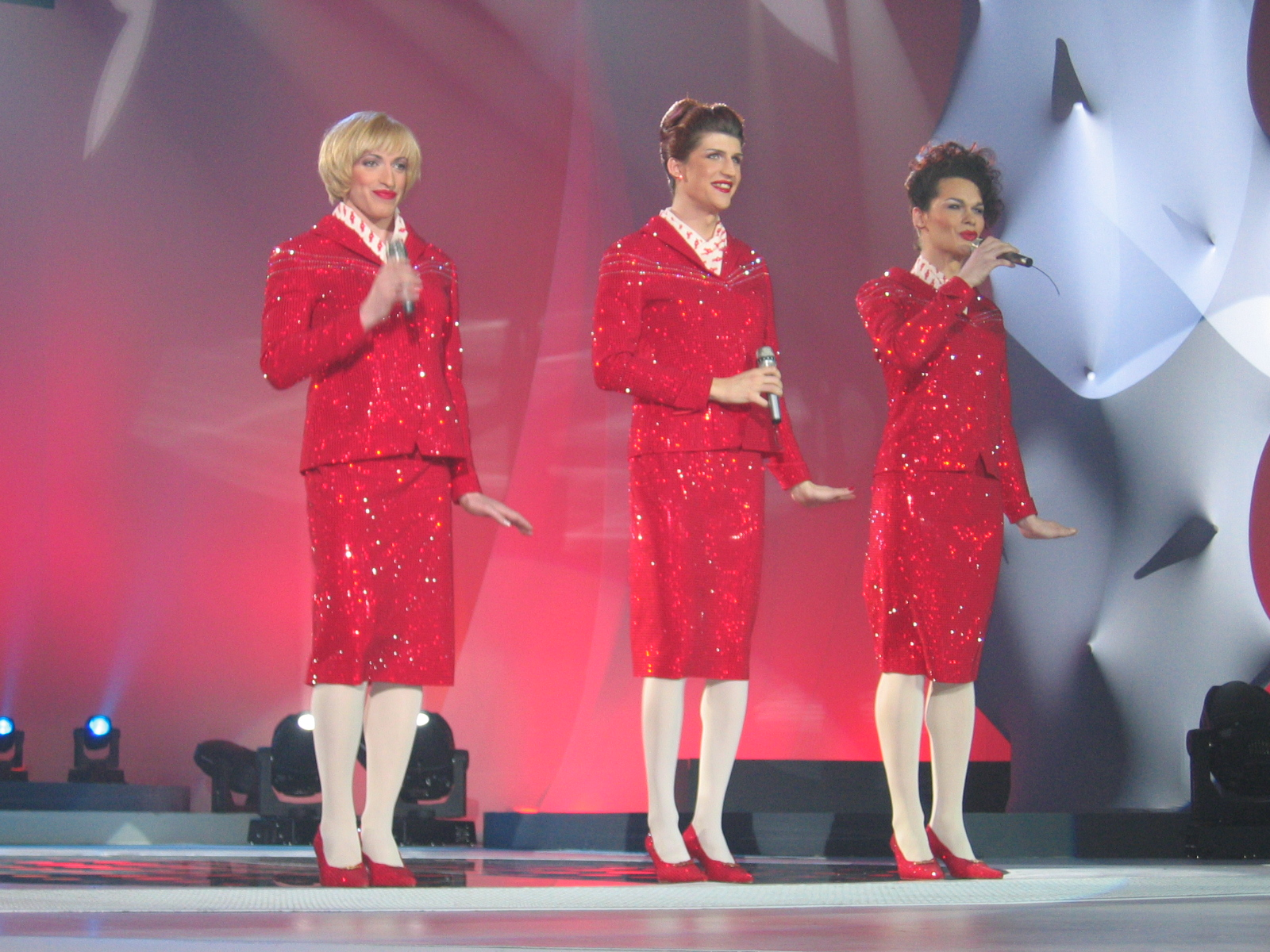
Sestre

Sestre is een Sloveense band bestaande uit drie travestieten. Hun bijnamen luiden Daphne, Emperatizz en Miss Marlena. In Slovenië treden ze al enkele jaren op als de Strumpantl Sisters. Daphne studeert landbouw en danst in het Ljubljana Danstheater. Miss Marlena is ook een student, Emperatizz is styliste en visagiste. Ze werd tweede op het Europese Travestietenfestival in 1997.
Ze wonnen EMA 2002, de nationale finales voor het Eurovisiesongfestival 2002 in Tallinn. Hoewel zangeres Karmen Stavec de favoriet was tijdens de televoting koos de vakjury voor Sestre, de zaak werd een rel die tot het parlement ging maar de omroep hield zijn been stijf en vaardigde de 3 stewardessen af. In Tallinn werden ze dertiende.
1993: 1X Band · 
1995: Darja Švajger · 
1996: Regina · 
1997: Tanja Ribič · 
1998: Vili Resnik · 
1999: Darja Švajger · 
2001: Nuša Derenda · 
2002: Sestre · 
2003: Karmen Stavec · 
2004: Platin · 
2005: Omar Naber · 
2006: Anžej Dežan · 
2007: Alenka Gotar · 
2008: Rebeka Dremelj · 
2009: Quartissimo feat. Martina · 
2010: Ansambel Žlindre & Kalamari · 
2011: Maja Keuc · 
2012: Eva Boto · 
2013: Hannah Mancini · 
2014: Tinkara Kovač · 
2015: Maraaya · 
2016: ManuElla · 
2017: Omar Naber · 
2018: Lea Sirk · 
2019: Zala Kralj & Gašper Šantl · 
2021: Ana Soklič · 
2022: LPS · 
2023: Joker Out · 
2024: Raiven · 
2025: Klemen